# Cheryl Paris
Cheryl Paris (* 7. April 1959 in Burley, Idaho, Vereinigte Staaten) ist eine US-amerikanische Schauspielerin, ehemaliges Model und die letzte Frau des Schauspielers Ken Kercheval.

## Leben und Karriere

### Frühe Jahre
Cheryl Paris und ihre fünf älteren Brüder wuchsen in Kalifornien bei ihrer Mutter auf, die sich um 1963 von ihrem Vater scheiden ließ. Sie verbrachte einen Teil ihrer frühen Kindheit in der Stadt North Highlands, Kalifornien.

### Karriere als Model
1979 arbeitete Paris als Elite-Agentur-Model und posierte während dieser Zeit für Mode-Layouts, die sowohl in den Magazinen Vogue als auch Mademoiselle zu finden waren. Während sie zwei Jahre lang das College in Tampa und Miami besuchte, studierte sie Strafjustiz.

### Karriere als Schauspielerin
Cheryl Paris trat erstmals im Jahr 1981 als Schauspielerin in Erscheinung, als sie eine Rolle in dem Fernsehfilm Golden Gate übernahm. Danach folgten regelmäßige Auftritte in verschiedenen Filmen und Fernsehsendungen. Ihre bis 2024 bekanntesten Rollen spielte Cheryl Paris in einer Folge der Fernsehserie T.J. Hooker aus dem Jahr 1983 an der Seite von William Shatner und Heather Locklear und in einer Folge der Fernsehserie Columbo aus dem Jahr 1991. Nach einem weiteren Auftritt in einem Fernsehfilm aus dem Jahr 1992 beendete Cheryl Paris allerdings ihre Arbeit als Schauspielerin.

### Privatleben
Ihre erste Ehe (1980–1986) bestand mit einem Piloten der Delta Air Lines, Jim Porter. Aus der Ehe ging ihre erste Tochter, Katherine Porter, hervor. 1994 heiratete Cheryl Paris den vierundzwanzig Jahre älteren Schauspieler Ken Kercheval, der heute vor allem durch seine Verkörperung des Cliff Barnes in der Fernsehserie Dallas bekannt ist. Mit ihm bekam sie eine weitere Tochter, Madison Kercheval. 2004 ließ sich das Paar scheiden.

## Filmografie
- 1981: Golden Gate (Fernsehfilm)
- 1982: The Renegades (Fernsehfilm)
- 1983: T.J. Hooker (Fernsehserie, 1 Folge)
- 1989: Süßer Vogel Jugend (Sweet Bird of Youth, Fernsehfilm)
- 1989: Crime Task Force
- 1990: Matlock (Fernsehserie, 1 Folge)
- 1990: Die Ninja Cops (Nasty Boys, Fernsehserie, 1 Folge)
- 1990: Schmutziger Pakt (Good Cops, Bad Cops, Fernsehfilm)
- 1991: Columbo (Fernsehserie, 1 Folge)
- 1991: Sweet Justice
- 1992: Me Myself and I
- 1992: Street Hunter – Eine gnadenlose Jagd (Rescue Me)
- 1992: Scharfe Waffen – heiße Kurven (Dangerous Curves, Fernsehserie, 1 Folge)
- 1992: Cop am Abgrund (From the Files of Joseph Wambaugh: A Jury of One, Fernsehfilm)